# Central Nuclear de Ignalina

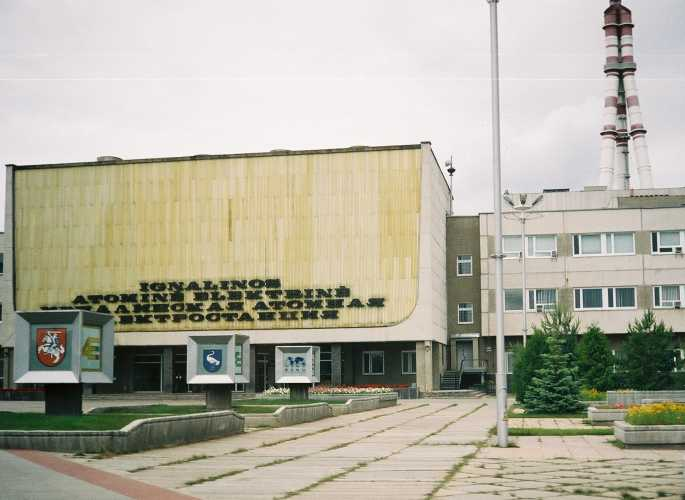
Foto da usina

A Central Nuclear de Ignalina (lituano:Ignalinos atominė elektrinė, russo:Игналинская АЭС) é uma central de energia nuclear desativada, localizada na cidade de Visaginas, na Lituânia.
Foi a cidade em que foi gravada a série Chernobyl, produzida pela HBO em parceria com a Sky Atlantic.